# خورمن
شهرستان خورمِن (به زبان مغولی: Хүрмэн сум، [Xürmen sum]؛ ᠬᠦᠷᠮᠡᠨ ᠰᠤᠮᠤ، [kürmen sumu]) یک شهرستان (سُوم) در مغولستان است که در استان اومنوگاوی واقع شده‌است. خورمن ۱۲٬۳۹۳ کیلومتر مربع مساحت دارد.

## تقسیمات اداری
شهرستان خورمِن متشکل از ۳ قصبه (باغ) می‌باشد، شامل:
- تولغا (مغولی: Тулга баг، [Tulga bag]؛ ᠲᠤᠯᠭ᠎᠎ᠠ ᠪᠠᠭ، [tulɣ-a baɣ])
- جانجین (مغولی: Жанжин баг، [Žanžin bag]؛ ᠵᠠᠩᠵᠤᠨ ᠪᠠᠭ، [jaŋjun baɣ])
- خورمِن (مغولی: Хүрмэн баг، [Xürmen bag]؛ ᠬᠦᠷᠮᠡᠨ ᠪᠠᠭ، [kürmen baɣ])